# Виль, Пьер-Этьен
Пьер-Этьен Виль (фр. Pierre-Étienne Will, кит. упр. 魏丕信, пиньинь Wèi  Pīxìn; род. 14 июля 1944 года) ― французский китаевед, профессор по современной истории Китая в Коллеж де Франс и редактор академического журнала «Тунбао». Иностранный член Американского философского общества (2022).
Родился в Ду, учился в Высшей нормальной школе с 1963 до 1967. В 1968 году получил agrégé de grammaire и в 1975 году доктора в Высшей школе социальных наук. А в 2021 году — медаль имени Джайлз, за свой двухтомный труд «Руководители и антологии для служащих в Китайской империи» (англ. Handbooks and Anthologies for Officials in Imperial China).

## Академические труды
- «Бюрократия и голод в Китае в XVIII веке» (фр. Bureaucratie et famine en Chine au XVIIIe siècle)
- «Числа, небесные тела, платены и внутренности: семь эссе о истории науки и техники в Восточной Азии» (фр. Nombres, astres, plantes et viscères : sept essais sur l'histoire des sciences et des techniques en Asie orientale)
- «Китай и демократия. Традиция, право и учреждения.» (фр. La Chine et la démocratie. Tradition, droit, institutions)
- «Руководители и антологии для служащих в Китайской империи» (англ. Handbooks and Anthologies for Officials in Imperial China)

## Публикации
- French Sinology // Journal of Chinese History [: CUP]. — 2023. — Vol.7 — Issue 2 — July . — Р.525-574. — DOI:10.1017 / jch.2022.27 (англ.)